# Marionis altera

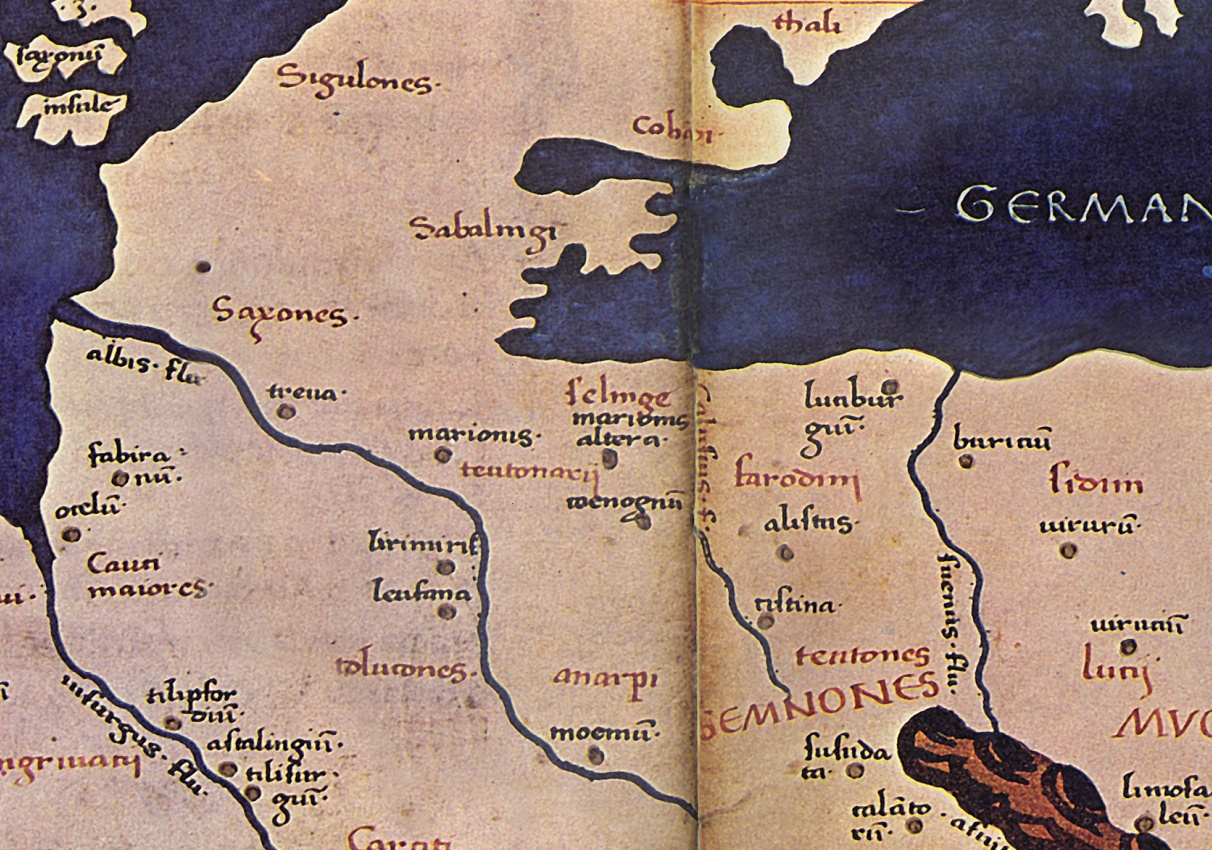
Lage von Marionis (altera) nach Ptolemaios

Marionis altera (altgriechisch Μαριωνίς ἑτέρα) ist ein Ortsname, der von Ptolemaios in seinem um das Jahr 150 erstellten Koordinatenwerk Geographia (Ptolemaios 2, 11) als einer der im Norden der Germania magna, in der Nähe der Meeresküste liegenden Orte (πόλεις) mit 36° 00' Länge (ptolemäische Längengrade) und 55° 50' Breite angegeben wird.

## Lokalisation
Bisher konnte der antike Ort nicht sicher lokalisiert werden. Ein interdisziplinäres Forscherteam um Andreas Kleineberg, das die ptolemäischen Koordinaten von 2006 bis 2009 neu untersuchte und interpretierte, lokalisiert zurzeit Marionis altera auf dem Gebiet von Lalendorf in Mecklenburg-Vorpommern. Bei Lalendorf wurde ein germanisches Körpergrab der Lübsow-Gruppe entdeckt, das in das erste Jahrhundert n. Chr. datiert.